# Anisobrotica
Anisobrotica es un género de coleóptero de la familia Chrysomelidae.

## Especies
Las especies de este género son:
- Anisobrotica binisculpta (Bechyne & Bechyne, 1969)
- Anisobrotica donckieri (Baly, 1890)
- Anisobrotica notaticollis (Baly, 1889)
- Anisobrotica thesea (Bechyne, 1958)